# George Bingham (4e comte de Lucan)
Pour les articles homonymes, voir George Bingham et Bingham.
Charles George Bingham, 4e comte de Lucan (8 mai 1830 - 5 juin 1914), est un pair et un soldat irlandais.

## Biographie
Il est le fils aîné de George Bingham (3e comte de Lucan) et de Lady Anne Brudenell. Ses grands-parents maternels sont Robert Brudenell (6e comte de Cardigan) et Penelope Anne Cooke. Il fait ses études à Rugby School et entre dans l'armée.
Il devient lieutenant-colonel des Coldstream Guards et sert comme aide de camp de son père, qui commande la division de cavalerie pendant la guerre de Crimée. Il succède à son père au comté en 1888.
Il est député de Mayo de 1865 à 1874. Il est nommé vice-amiral de Connaught en 1889 et Lord Lieutenant et Custos Rotulorum pour le comté de Mayo en 1901. Il est créé chevalier de Saint-Patrick en 1898.

## Famille
Il épouse Cecilia Catherine Gordon-Lennox. Elle est la plus jeune fille de Charles Gordon-Lennox (5e duc de Richmond) et de Caroline Paget. Caroline est la fille aînée de Henry Paget, 1er marquis d'Anglesey et de sa première épouse Caroline Elizabeth Villiers. L'aînée Caroline est une fille de George Villiers (4e comte de Jersey) et de Frances Villiers, comtesse de Jersey. Ils ont sept enfants:
- George Bingham (5e comte de Lucan) (13 décembre 1860 - 20 avril 1949).
- Cecil Edward Bingham (7 décembre 1861 - 31 mai 1934) Major général de l'armée britannique.
- Francis Richard Bingham (en) (5 juillet 1863-5 novembre 1935) Major général de l'armée britannique.
- Alexander Frederick Bingham (3 août 1864-26 mai 1909).
- Albert Edward Bingham (30 juin 1866 - 6 novembre 1941).
- Rosalind Cecilia Caroline Bingham (26 février 1869-18 janvier 1958). Épouse James Hamilton (3e duc d'Abercorn). Ils sont les ancêtres de Diana, princesse de Galles.
- Lionel Ernest Bingham (4 novembre 1876-26 juillet 1927).

Son fils aîné George Charles Bingham, 5e comte de Lucan lui succède.